# Brisby e il segreto di NIMH
Brisby e il segreto di NIMH (The Secret of NIMH) è un film del 1982 diretto da Don Bluth.
Primo lungometraggio d'animazione diretto da Don Bluth, il film è tratto dal romanzo per ragazzi La signora Frisby e il segreto di NIMH di Robert C. O'Brien. La pellicola presenta le voci di Elizabeth Hartman, Peter Strauss, Arthur Malet, Dom DeLuise, John Carradine, Derek Jacobi, Hermione Baddeley e Paul Shenar. 
Il film è stato distribuito negli Stati Uniti il 16 luglio 1982 da Metro-Goldwyn-Mayer ed United Artists Entertainment Corporation, ed è stato elogiato dalla critica cinematografica per i personaggi, l'animazione e la trama, che hanno consentito al film di vincere un Saturn Award come miglior film d'animazione. Sebbene abbia avuto solo un moderato successo al botteghino, ha guadagnato un solido profitto attraverso le uscite home video.
Il 22 dicembre 1998 è uscito un sequel direct-to-video, Il segreto di NIMH 2 - Timmy alla riscossa, che è stato realizzato senza il coinvolgimento o il contributo di Don Bluth ed ha registrato una scarsa ricezione. Nel 2015 era in lavorazione un remake in live-action/CGI. La Fox Corporation sta sviluppando anche un adattamento di una serie televisiva.

## Trama
(Nicodemus alla signora Brisby)
La signora Brisby, una dolce topolina di campagna rimasta vedova del marito Jonathan, vive con i suoi quattro figli all'interno di un vecchio mattone nel campo del contadino Fitzgibbons. Il periodo dell'aratura è alle porte e Brisby deve traslocare il prima possibile, ma il figlio Timothy, gravemente malato di polmonite, non può uscire di casa. La signora Brisby chiede quindi consiglio al signor Agenore, vecchio amico del defunto marito, il quale le fornisce una medicina per il piccolo. Tornando a casa, la topolina incontra Geremia, un corvo svitato ed esuberante alla disperata ricerca di una fidanzata; i due si aiutano a vicenda a fuggire da Dragon, il feroce gatto dei Fitzgibbons.
Il giorno seguente la signora Brisby esce di casa di prima mattina e scopre che il contadino sta mettendo in moto l'aratro e che passerà proprio sopra la sua casa. Disperata, riesce con l'aiuto di zia Bisbetica a sabotare la macchina, ma è conscia che entro il giorno successivo le cose riprenderanno. Zia Bisbetica le suggerisce così di andare a chiedere consiglio al Grande Gufo, creatura temuta dai topi. Per amore del figlio, la signora Brisby, aiutata da Geremia, giunge all'abitazione del gufo, che rimane sorpreso nello scoprire che lei è la moglie di Jonathan. Brisby domanda come faccia il Grande Gufo a sapere di suo marito, ma egli replica che non è importante saperlo, accennando al fatto che il nome di Jonathan è conosciuto nei boschi circostanti. Il Grande Gufo prima di andarsene consiglia a Brisby di chiedere aiuto ai ratti e al loro capo Nicodemus, che vivono all'interno di un cespuglio di rovi situato vicino alla casa dei Fitzgibbons.
Anche i ratti sono temuti dai topi, per cui la signora Brisby si fa coraggio ed entra nel regno dei ratti, sorprendentemente illuminato con l'utilizzo dell'elettricità (infatti il signor Fitzgibbons non si dà pace per le bollette della luce eccessivamente care). Inizialmente inseguita da un ratto brutale, Brutus, la signora Brisby incontra il signor Agenore, cui riferisce le istruzioni del gufo, convincendolo a portarla da Nicodemus. Subito dopo fa amicizia con una guardia, Giustino, il quale la conduce al cospetto delle personalità più importanti tra i ratti, i quali si mostrano subito interessati, in quanto il nome Brisby non è a loro affatto estraneo. La signora incontra quindi Nicodemus, che l'accoglie gentilmente e le consegna un prezioso amuleto che brilla e acquisisce grande potere quando portato da una persona coraggiosa. Nicodemus spiega alla signora Brisby la vera storia del marito Jonathan dopo averle rivelato in che modo è morto: i ratti e i topi, tra cui Jonathan ed Agenore, erano stati catturati dagli scienziati dell'Istituto Nazionale per la Salute Mentale (National Institute of Mental Health, NIMH) ed utilizzati come cavie per alcuni esperimenti che avevano finito per renderli intelligenti e longevi. Un giorno, grazie a Jonathan, riuscirono a fuggire dall'istituto, ma durante la fuga tutti i topi, tranne Jonathan ed Agenore, restarono uccisi. I ratti allora si stabilirono nel cespuglio di rovi presso la casa del contadino Fitzgibbons, sfruttando l'elettricità di quest'ultimo e dando così inizio alla costruzione del loro territorio con complessi meccanismi, ascensori e camere speciali.
Nicodemus promette alla signora Brisby che tutti i ratti, in riconoscenza di quello che Jonathan fece per loro, l'aiuteranno a spostare la sua abitazione all'esterno del campo coltivato, cosicché il piccolo Timothy non debba uscire all'aria aperta aggravando le sue condizioni di salute. Ringraziatolo, la signora Brisby si congeda e, aiutata da zia Bisbetica, si prepara per il momento stabilito; comunque percepisce il dissenso di alcuni ratti, che, insoddisfatti della loro attuale dimora e della loro ruberia nei confronti del contadino, pianificavano di trasferirsi in un nuovo luogo chiamato Valle Spinosa. Il malvagio Cornelius, rappresentante dell'opposizione, non sembra tuttavia amareggiato da questa vita da ladro, e non ha quindi nessuna intenzione di abbandonare il cespuglio di rovi. Quindi, con il suo assistente architetta un piano che consiste nel creare un incidente voluto e prestabilito durante le manovre per spostare la casa dei Brisby, così da far cadere il grosso mattone addosso a Nicodemus ed ucciderlo.
La sera stessa arriva il momento del trasloco e mentre Brisby, che ha drogato il cibo di Dragon per neutralizzarlo temporaneamente, si trova imprigionata in casa dei Fitzgibbons, la congiura di Cornelius va in porto: l'anziano Nicodemus rimane schiacciato e muore. Brisby, liberatasi, arriva subito dopo e rivela di aver sentito Fitzgibbons parlare al telefono con il NIMH e che quindi sono tutti in pericolo. Cornelius per farla tacere l'aggredisce e scopre che porta l'amuleto che ha sempre bramato. Giustino ed altri però scoprono il complotto e dopo un lungo combattimento contro Giustino, Cornelius viene ucciso dal suo stesso assistente che gli si rivolta contro, pentito di ciò che è successo. A questo punto la casa dei Brisby inizia a sprofondare nel fango con i figli e zia Bisbetica dentro e a nulla valgono i frenetici tentativi dei ratti e della stessa Brisby di salvarli. Improvvisamente l'amuleto, anch'esso sprofondato nel fango, fuoriesce ardente e brillante. Brisby lo afferra e ne sprigiona l'immenso potere grazie al quale fa riemergere la sua casa dal fango per poi collocarla sul «lato sicuro della roccia».
Passati alcuni giorni, Timothy guarisce e i ratti capeggiati da Giustino si trasferiscono a Valle Spinosa, così da sfuggire agli scienziati del NIMH, che in accordo con Fitzgibbons avevano deciso di abbattere il cespuglio di rovi per uccidere gli animali. Il film finisce con l'incontro tra Geremia e una cornacchia, tra i quali scocca immediata la scintilla.

## Personaggi
- Signora Brisby: protagonista del film, è una topolina di campagna, moglie di Jonathan Brisby. Dolce ed insicura, in realtà è dotata di grande coraggio e forza d'animo, che la spingono, per amore dei figli, ad affrontare con le proprie forze diversi pericoli. Proprio per queste qualità, diverrà la degna portatrice dell'amuleto magico donatole da Nicodemus. È doppiata nell'originale da Elizabeth Hartman e in italiano da Flaminia Jandolo[8].
- Jonathan Brisby: defunto marito della signora Brisby, non appare mai nel film (tranne in un flashback) essendo stato ucciso dal gatto Dragon, ma viene più volte menzionato nel corso del film. È lui ad aver aiutato i ratti del NIMH a fuggire dai laboratori dell'istituto, ed è per questo motivo che il suo nome è conosciuto da molti animali del bosco. Non è doppiato, in quanto non parla.
- Teresa Brisby: figlia maggiore della signora Brisby, è la più matura e responsabile della cucciolata. È doppiata nell'originale da Shannen Doherty e in italiano da Rossella Acerbo[8].
- Martin Brisby: secondo figlio della signora Brisby, ha un carattere ribelle e testardo e non prova alcuna simpatia per Zia Bisbetica. Nel secondo film viene catturato dal NIMH e reso malvagio. È doppiato nell'originale da Wil Wheaton e in italiano da Eleonora De Angelis[8].
- Timothy "Timmy" Brisby: terzo figlio della signora Brisby, è malato di polmonite e sono proprio le sue condizioni di salute ad impedire a Brisby di traslocare in vista del periodo dell'aratura dei campi; alla fine del film lo si vedrà in via di guarigione. È doppiato nell'originale da Ina Fried[A 2][8].
- Cynthia Brisby: figlia minore della signora Brisby, è una topina dolce e sensibile, con il vizio di chiamare il corvo Geremia "tacchino". È doppiata nell'originale da Jodi Hicks e in italiano da Federica De Bortoli[8].
- Zia Bisbetica Brisby: anziana femmina di toporagno (shrew in inglese, che significa anche "bisbetica") zia della famiglia Brisby, all'apparenza burbera e scontrosa, in realtà è dotata di coraggio ed animo energico e si impegna nell'aiutare Brisby e gli altri animali del posto. È doppiata nell'originale da Hermione Baddeley e in italiano da Flora Carosello[8].
- Giustino: è il capitano delle guardie dei ratti. Di carattere allegro, è coraggioso e leale ed offre subito il suo aiuto alla signora Brisby, arrivando forse a provare qualcosa per lei. Si scontra con Cornelius dopo averlo visto tentare di uccidere la signora Brisby e dopo aver scoperto la sua colpevolezza sulla morte di Nicodemus. Partirà con gli altri ratti per Valle Spinosa, divenendone il nuovo leader. È doppiato nell'originale da Peter Strauss e in italiano da Sergio Di Stefano[8].
- Geremia: simpatico e svitato corvo con il quale la signora Brisby stringe amicizia dopo essersi salvati a vicenda da un attacco di Dragon. Piuttosto maldestro, finisce intrappolato tra i lacci con i quali costruisce il suo nido d'amore, essendo alla ricerca della propria anima gemella. È inoltre allergico ai gatti e particolarmente attratto dall'amuleto di Brisby che egli chiama impropriamente "luccichino". È doppiato nell'originale da Dom DeLuise e in italiano da Piero Tiberi[8].
- Signor Agenore: anziano topo specializzato in erboristeria ed alchimia, è, assieme a Jonathan, l'unico topo di campagna salvatosi dalla fuga dal NIMH. Apparentemente arcigno e scorbutico, ma in fondo saggio e di buon cuore, è abile nel preparare pozioni e medicinali e collabora strettamente con i ratti per aiutarli nel loro progetto. È grazie ad una sua medicina che Timothy Brisby guarisce dalla polmonite. È doppiato nell'originale da Arthur Malet e in italiano da Gianfranco Bellini[8].
- Nicodemus: anziano e saggio capo della comunità dei ratti del NIMH, è dotato di poteri magici, la cui natura non è mai chiarita. Come tutti i suoi sudditi, proviene dal NIMH, luogo dove ha subito modifiche genetiche che lo hanno reso intelligente e longevo. Rivela alla signora Brisby la verità sulla morte del marito e sulla loro storia, le offre il suo appoggio per il trasloco e le dona l'amuleto magico, dimostrando come lei sia degna di portarlo. Viene ucciso da Cornelius, che con un tranello gli farà cadere addosso la casa-mattone dei Brisby. È doppiato nell'originale da Derek Jacobi e in italiano da Giorgio Piazza[8].
- Grande Gufo: vecchio gufo per il quale gli animali del bosco nutrono grande timore e rispetto, è un animale saggio, noto a tutti per il suo sapere. Proprio per questo motivo la signora Brisby, dietro suggerimento di Zia Bisbetica, si reca da lui per chiedergli consiglio. Conosce Nicodemus e la storia dei ratti del NIMH e quindi indirizza Brisby a loro, assicurandole che sono gli unici in grado di aiutarla. È doppiato nell'originale da John Carradine e in italiano da Carlo Alighiero[8].
- Cornelius: antagonista principale del film, è il capo dell'opposizione a Nicodemus e al progetto di lasciare il cespuglio di rovi. Spietato, subdolo e assetato di potere, pianifica con Sullivan una congiura che porterà alla morte di Nicodemus, ma verrà ucciso proprio dal suo assistente, pentito di quanto accaduto. È doppiato nell'originale da Paul Shenar e in italiano da Sergio Tedesco[8].
- Sullivan: braccio destro di Cornelius, lo spalleggia con riluttanza nel suo folle piano, pentendosi subito dopo avervi preso parte. Ridotto in fin di vita da Cornelius per essersi ribellato, sarà proprio lui, poco prima di morire, ad uccidere il suo crudele capo. È doppiato nell'originale da Aldo Ray.
- Dragon: antagonista secondario, è il gatto dei Fitzgibbons, animale feroce e pericoloso, di cui tutti nella campagna hanno paura. È il responsabile della morte di Jonathan Brisby, il quale cercava di addormentarlo con una droga del signor Agenore per permettere ai ratti di fuggire dal terreno del contadino. La signora Brisby riuscirà dove il marito aveva fallito, addormentandolo dopo avergli versato la droga nella ciotola. Non è doppiato, in quanto non parla.
- Signor Fitzgibbons: è un contadino, proprietario dei terreni dove vivono i topi e i ratti, ed è impensierito dalle bollette eccessivamente alte, dovute all'uso spropositato che i ratti fanno delle sue apparecchiature elettriche. Acconsente affinché il NIMH spiani il cespuglio di rovi, desideroso di vedere i ratti eliminati dal suo terreno. È doppiato nell'originale da Tom Hatten e in italiano da Michele Gammino[8].
- Signora Fitzgibbons: moglie del contadino, compare brevemente nel film. È doppiata nell'originale da Lucille Bliss e in italiano da Anna Rita Pasanisi[8].
- Billy Fitzgibbons: unico figlio dei Fitzgibbons, compare in un'unica scena del film, dove cattura la signora Brisby. È doppiato nell'originale da Joshua Lawrence.
- Signorina Right: cornacchia che, alla fine del film, si fidanza con Geremia. Gli somiglia molto sia per l'aspetto fisico che per il carattere. È doppiata nell'originale da Edie McClurg e in italiano da Fabrizia Castagnoli[8].
- Brutus: brutale ratto guardiano, armato di una lancia elettrica, che tenta di impedire alla signora Brisby di entrare nel regno dei ratti del NIMH. Non è doppiato, in quanto non parla.
- Ratti del NIMH: compaiono in alcune scene, come in quella del consiglio dei ratti, e sono doppiati nell'originale da Charles Champlin, Dick Kleiner e Norbert Auerbach.

## Produzione

### Sviluppo

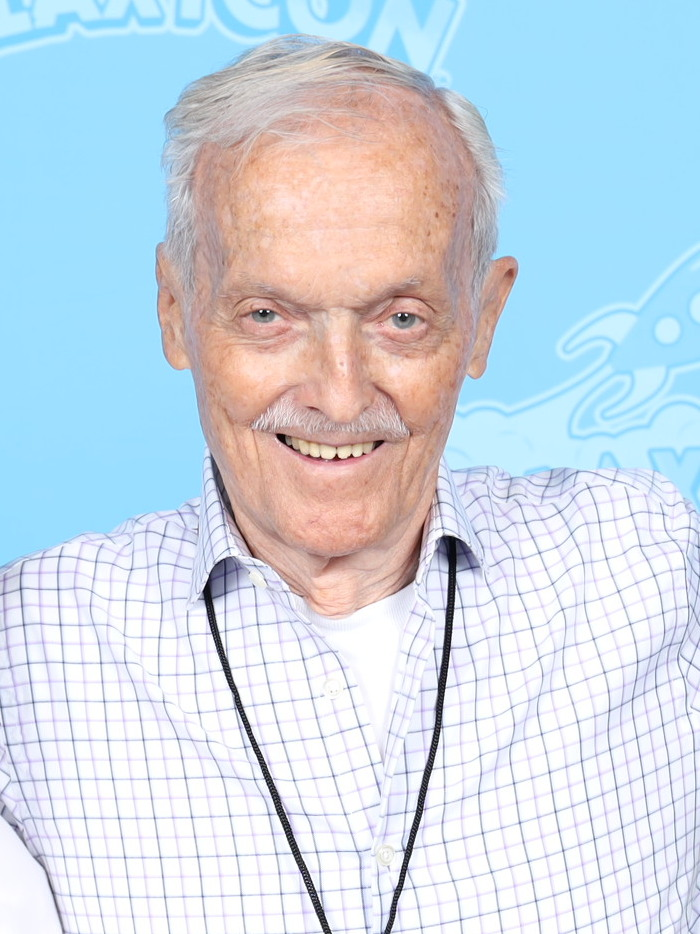
Don Bluth in una foto del 2023. Definito il "regista anti-disneyano" per aver lasciato nel 1979 la Walt Disney Productions per lavorare in proprio, nel 1982 con la pellicola Brisby e il segreto di NIMH segna il suo esordio nella cabina di regia dei lungometraggi d'animazione, facendo uso delle tecniche di produzione tradizionali, già impiegate in film come Biancaneve e i sette nani e Bambi

I diritti cinematografici del libro La signora Frisby e il segreto di NIMH furono offerti alla Walt Disney Productions nel 1972, ma vennero rifiutati.
Brisby e il segreto di NIMH è stato il primo lungometraggio d'animazione diretto da Don Bluth. Il 13 settembre 1979, giorno del suo compleanno, Don Bluth, i colleghi animatori Gary Goldman e John Pomeroy e altri otto membri dello staff di animazione lasciarono il dipartimento di animazione della Disney per fondare un proprio studio indipendente, la Don Bluth Productions. Lo studio ha lavorato, all'inizio, fuori dalla casa e dal garage di Don Bluth, ma diversi mesi dopo si è trasferito in una struttura a due piani di 510 m² a Studio City, in California. Mentre stavano ancora lavorando alla Disney, hanno prodotto il cortometraggio di 27 minuti Banjo il gattino ribelle come progetto collaterale per acquisire altre capacità di produzione che l'azienda e il loro programma di animazione non stavano affrontando. Don Bluth chiese a Ron W. Miller, genero di Walt Disney e all'epoca presidente e chief executive officer dell'azienda, di vedere Banjo il gattino ribelle, ma Ron W. Miller rifiutò. Come ha ricordato Gary Goldman, «questo ci ha tolto il tappeto dall'entusiasmo. Avevamo sperato che lo studio potesse apprezzare quello che stavamo facendo e accettare di acquistare il film e permetterci di finire il cortometraggio in studio, il che ci avrebbe permesso di recuperare ciò che avevamo speso in termini di denaro e le molte ore che noi e gli altri membri del team avevamo investito nel film».
Prima che iniziassero a realizzare Banjo il gattino ribelle, l'artista e scrittore di storie Ken Anderson si era occupato di leggere La signora Frisby e il segreto di NIMH, che lui definì «una storia meravigliosa». Diede il libro a Don Bluth affinché lo leggesse e ne facesse un film dopo aver terminato la direzione dell'animazione di Elliott, il drago invisibile. Don Bluth in seguito ha mostrato il libro al regista dell'animazione Disney Wolfgang Reitherman, che ha rifiutato l'offerta di Don Bluth di realizzare un film basato sul libro: «Abbiamo già un topo [Topolino] e abbiamo girato un film sui topi [Le avventure di Bianca e Bernie]». Tuttavia Don Bluth presentò il romanzo all'altro staff che in seguito avrebbe lavorato per la Don Bluth Productions e la trama del libro piacque allo staff. Due mesi dopo, l'ex dirigente Disney James L. Stewart, che ora aveva avviato la Aurora Productions, chiamò Gary Goldman e gli parlò dell'idea di Ken Anderson di realizzare un film basato sul libro La signora Frisby e il segreto di NIMH, vincitore della medaglia John Newbery nel 1972 e ispirato alle ricerche sulle dinamiche delle popolazioni di ratti e topi svolte dall'etologo John Bumpass Calhoun presso il National Institute of Mental Health dagli anni quaranta agli anni sessanta. Su richiesta di Don Bluth, Gary Goldman e John Pomeroy, la Aurora Productions acquisì i diritti del film e offrì alla Don Bluth Productions un budget di $ 5,7 milioni e 30 mesi di tempo per completare il film, range più ristretto sia in termini di budget che di tempo di programmazione rispetto alla maggior parte dei film d'animazione Disney dell'epoca.

### Scrittura
(Don Bluth, a proposito dell'inclusione dell'amuleto nel film)
Una delle prime bozze del film è stata scritta da Steven Barnes, che ha ricevuto un credito di consulente creativo nel prodotto finale, ed era più fedele al romanzo originale. La storia si sarebbe incentrata maggiormente sui topi e sul loro tempo trascorso al NIMH come nel libro, che è stato invece ridotto ad un breve flashback nelle revisioni successive per portare la signora Brisby e la sua difficile situazione in primo piano. Comprendeva anche una femmina di topo di nome Isabella (descritta come «una giovane carina e chiacchierona, con una cotta per Giustino»), che alla fine fu lasciata fuori e gran parte dei suoi dialoghi furono dati a Nicodemus. Una sinossi datata 2 luglio 1980, rivista da un autore non accreditato, avrebbe portato il film ad essere più vicino alla sua versione completa, che si è conclusa con la misteriosa scomparsa dei topi, portando i personaggi e il pubblico a chiedersi se siano mai esistiti davvero o se fossero solo un'elaborata illusione.
Lo stesso Don Bluth avrebbe successivamente apportato diverse modifiche alla storia, in particolare con l'aggiunta di elementi mistici non presenti nel romanzo originale. Ha spiegato che «per quanto riguarda la magia, crediamo davvero che l'animazione richieda un po' di magia, per conferirle una speciale qualità "fantastica"». Questo era più evidente nell'amuleto magico dato alla signora Brisby, che doveva essere una rappresentazione visiva del potere interno del suo personaggio, qualcosa di più difficile da mostrare nel film. L'oggetto aveva anche lo scopo di introdurre un aspetto spirituale nella trama, con il regista che osservava: «La pietra o l'amuleto è solo un metodo per far sapere al pubblico che la signora Brisby ha trovato "il coraggio del cuore". Magia? Forse. Spirituale? Sì.». Allo stesso modo, Nicodemus è stato trasformato in un mago per «creare più mistero» su se stesso e sulla colonia di topi. All'antagonista Cornelius è stato dato molto più risalto nel film, essendo menzionato nel libro solo come un traditore che se ne va, per «aggiungere drammaticità» alla narrazione, dandogli un nemico più visibile. Giustino che succede a Nicodemus come leader dei topi dà al suo personaggio più di un character arc e l'opportunità di «crescere e cambiare». A differenza dell'opera originale, nel film Giustino non libera dalla gabbia la signora Brisby in casa dei Fitzgibbons e la signora Brisby aiuta i suoi figli senza l'assistenza dei topi ma usando l'amuleto, dando ancora una volta risalto alla sua storia personale. Come ha detto Don Bluth, «Brisby e il segreto di NIMH è davvero una storia sulla signora Brisby e sul suo bisogno di salvare i suoi figli. Se i topi salvano i suoi figli, allora non è cresciuta nel film».
Durante la produzione del film, la Aurora Productions ha contattato la Wham-O, azienda produttrice di frisbee, con preoccupazione per la possibile violazione del marchio se il nome "Signora Frisby" nel libro originale di Robert C. O'Brien fosse stato utilizzato così com'era nel film. La Wham-O ha rifiutato la richiesta di rinuncia della Aurora Productions di usare lo stesso nome per il loro "Frisbee" nel film. La Aurora Productions ha quindi informato Don Bluth e gli altri membri dello staff di cambiare il nome della signora Frisby. A quel punto, poiché le voci erano già state registrate per il film, il cambio di nome in "Signora Brisby" ha reso necessaria una combinazione di riregistrazione di alcune battute e, poiché John Carradine non era disponibile per ulteriori registrazioni, è stato necessario un attento montaggio del suono, eseguito prendendo il suono "B" di un'altra parola dai versi registrati di John Carradine, e sostituendo il suono "F" con il suono "B", alterando così il nome da "Frisby" a "Brisby".

### Cast

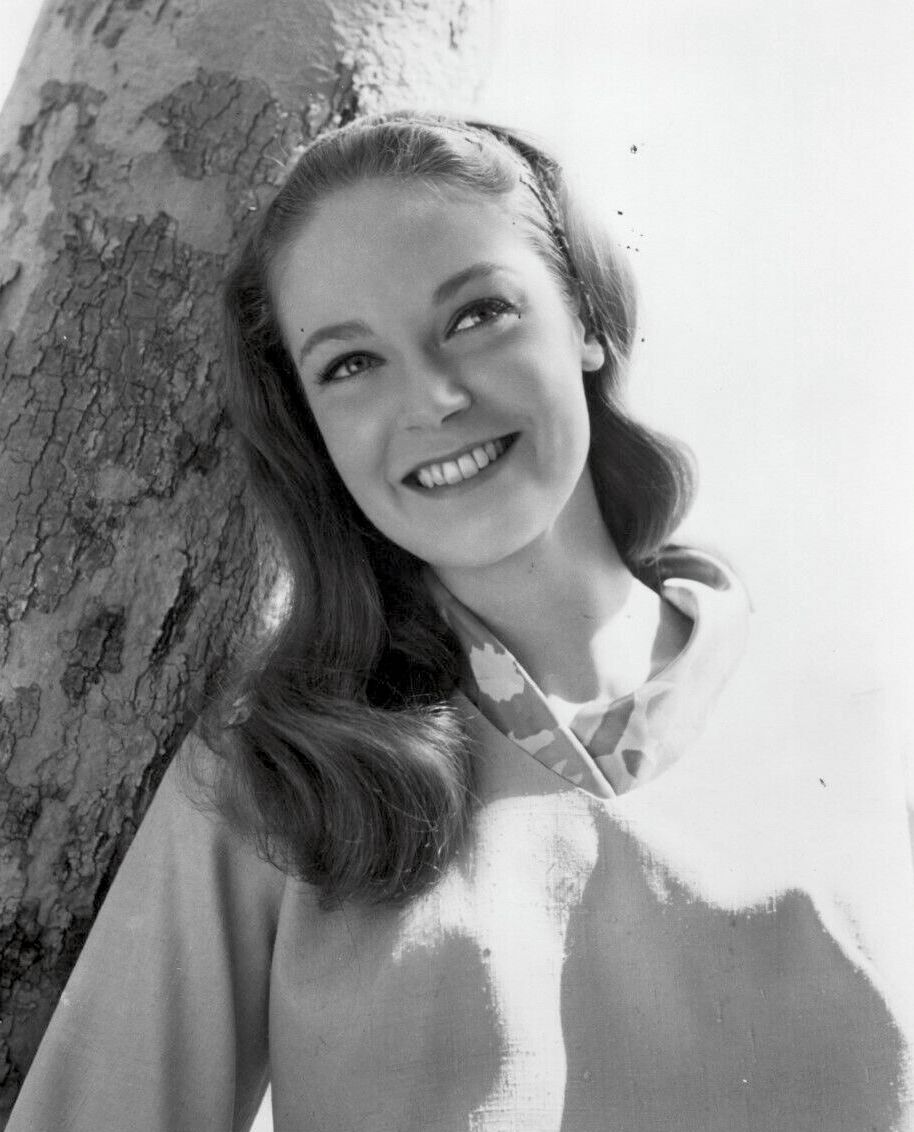
Elizabeth Hartman presta nel doppiaggio originale la propria voce alla signora Brisby, topolina protagonista del film

Gary Goldman ha descritto il processo di casting come «eccitante, divertente e talvolta strano». Ha dichiarato che concentrarsi sulle caratteristiche di ogni personaggio, le voci e le capacità di recitazione era cruciale, affermando che l'uso di voci che si aggiungevano alla trama di un film faceva parte della filosofia del team di sviluppo del film. Gary Goldman ha ritenuto che la decisione più strana per il casting fosse Dom DeLuise per il corvo Geremia, cosa che Gary Goldman, Don Bluth e John Pomeroy avevano preso in considerazione dopo aver visto il film del 1978 La fine... della fine. Elizabeth Hartman è stata scelta per interpretare la signora Brisby, con Gary Goldman che ha definito la sua interpretazione in Incontro al Central Park «così credibile e sincera che abbiamo sentito tutti che fosse giusta per la parte». John Pomeroy suggerì Derek Jacobi, che ha recitato nella miniserie del 1976 Io Claudio imperatore, nel ruolo di Nicodemus. Peter Strauss, che il team aveva già visto in un'altra miniserie del 1976, Il ricco e il povero, è stato scelto per interpretare Giustino. Paul Shenar è stato incaricato di interpretare Cornelius poiché allo staff piaceva la sua «voce scura e potente». L'attore shakespeariano John Carradine era «perfetto per l'oscuro e sinistro Grande Gufo», mentre Aldo Ray è stato incaricato di dare la voce a Sullivan, riluttante complice di Cornelius, che secondo Gary Goldman «aveva anche una grande voce distintiva».

### Animazione

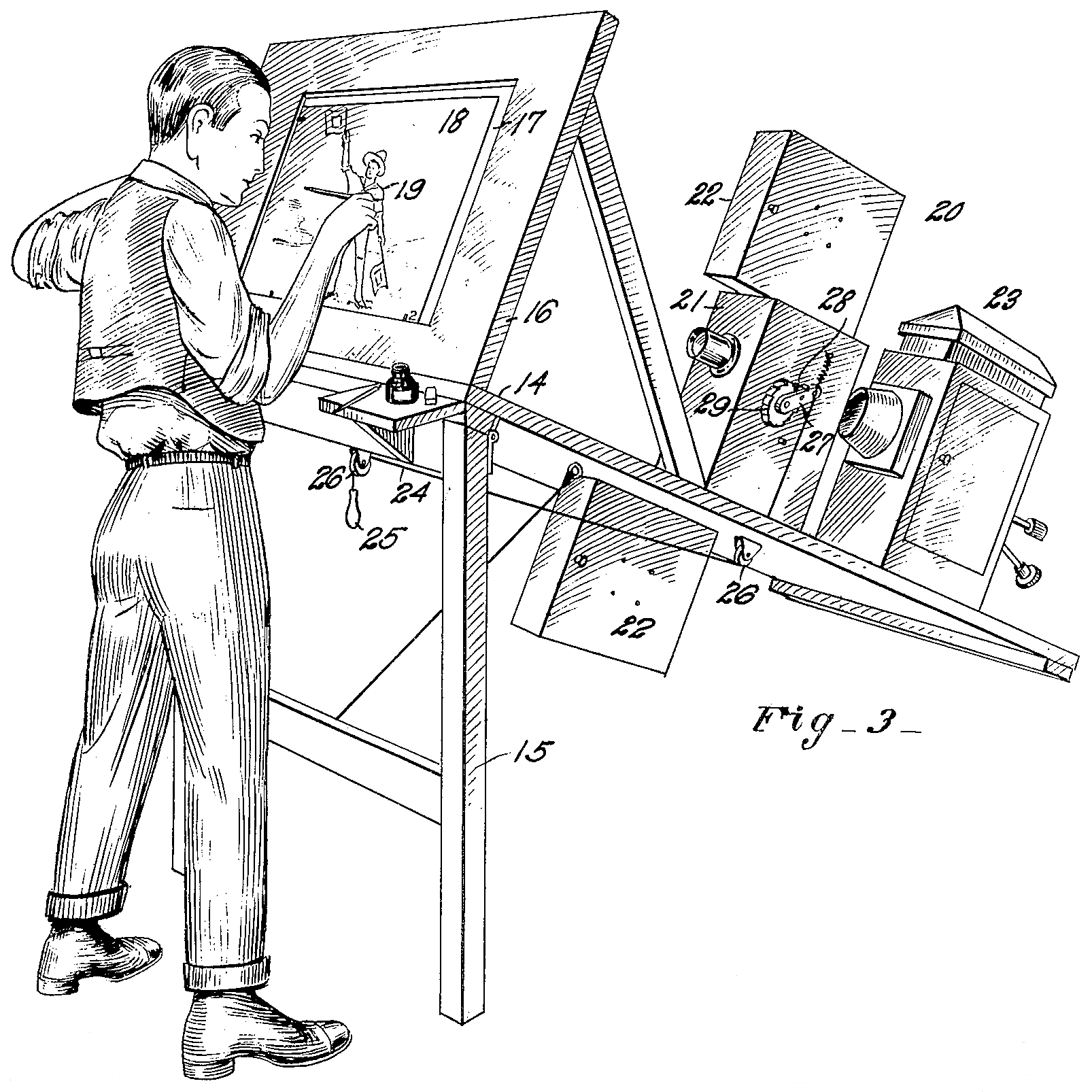
Disegno schematico del rotoscoping, tecnica di animazione impiegata nella realizzazione del film

La produzione di Brisby e il segreto di NIMH è durata dal gennaio 1980 fino all'inizio di giugno 1982. Lo studio ha iniziato con l'obiettivo esplicito in mente di riportare l'animazione dei lungometraggi alla sua "epoca d'oro", concentrandosi su personaggi e storie forti e sperimentando tecniche di animazione insolite e spesso più laboriose. Don Bluth credeva che le tecniche più vecchie fossero state abbandonate a favore di costi di produzione inferiori e l'unico modo in cui l'animazione poteva sopravvivere era quello di continuare con i metodi di produzione tradizionali. Tra le tecniche sperimentate su Brisby e il segreto di NIMH c'era quella del rotoscoping, più passaggi sulla fotocamera per ottenere ombre trasparenti ed animazioni in controluce (in cui i mascherini animati vengono ripresi con la luce che brilla attraverso le gelatine per produrre aree luminose per la luce artificiale e gli effetti di fuoco) e più tavolozze di colori per i personaggi che si adattano a diverse situazioni di illuminazione, dalla luce del giorno alla notte, agli ambienti caldi, all'acqua. Il signor Agenore, ad esempio, aveva 26 diverse situazioni di illuminazione, quindi c'erano 26 diverse tavolozze di colori, o liste di colori, per lui. Per questa produzione sono state prodotte anche due versioni moderne e computerizzate della camera multipiano.
Per ottenere l'animazione completa e dettagliata del film mantenendo il budget limitato, lo studio ha cercato di ridurre al minimo qualsiasi spreco di tempo e risorse. La troupe spesso lavorava per lunghe ore senza ricompensa finanziaria immediata (sebbene fosse stata loro offerta una parte dei profitti del film, pratica comune a produttori, registi e star di film d'azione dal vivo, ma mai offerta prima agli artisti in un film d'animazione); il produttore Gary Goldman ha ricordato di aver lavorato 110 ore alla settimana durante gli ultimi sei mesi di produzione. Circa 100 dipendenti interni hanno lavorato al film, con la pittura su cel ad alta intensità di manodopera che è stata commissionata a 45 persone che lavorano da casa. Molti ruoli minori, tra cui il lavoro di voce occasionale e di folla, sono stati ricoperti dal personale interno. Il costo finale del film è stato di $ 7 milioni. In particolare, Don Bluth, Gary Goldman, John Pomeroy e i produttori esecutivi della Aurora Productions hanno collettivamente contratto mutui per raccogliere la somma di 700000 $ e completare il film, con la consapevolezza che il loro investimento sarebbe stato rimborsato. La pellicola è stata presentata nel sistema audio Dolby Stereo.
Nell'animare il combattimento con la spada di Giustino e Cornelius, gli animatori hanno fatto riferimento a sequenze simili in film come La leggenda di Robin Hood (1938) e I vichinghi (1958).

## Colonna sonora

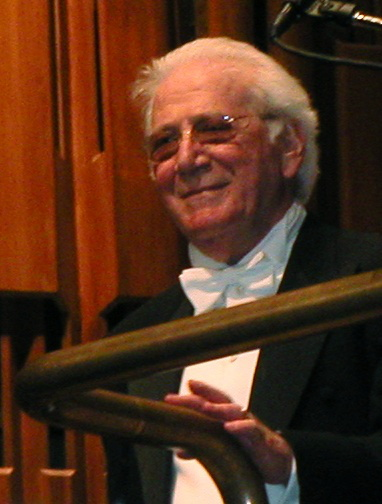
Jerry Goldsmith, compositore della colonna sonora del film, Flying Dreams, in una foto del 2003. Il brano, eseguito strumentalmente dalla National Philharmonic Orchestra e vocalmente da Paul Williams e Sally Stevens, è stato il primo da lui scritto per un film d'animazione

L'album The Secret of NIMH: Original Motion Picture Soundtrack contiene i brani del film, scritti da Jerry Goldsmith ed eseguiti dalla National Philharmonic Orchestra. Una canzone, Flying Dreams, è stata eseguita vocalmente da Paul Williams e Sally Stevens. È stata la prima composizione di Jerry Goldsmith per un film d'animazione, che ha ammesso di aver affrontato il progetto come se stesse eseguendo la colonna sonora dal vivo, impiegando lo stesso tipo di temi estesi e sviluppo strutturale. Ciò che è stato difficile per Jerry Goldsmith è stato scrivere scene non ancora finite: «Ero costantemente al telefono con loro. La mia copia [del film] era in bianco e nero, e loro avrebbero portato la loro copia a colori in modo che potessi vederla. Aggiungevano costantemente filmati ed era costantemente: "Cosa sta succedendo qui?" e "Cosa sta succedendo qui?"».
David Horten ha dedicato un anno al sound design del film, che è stato supervisionato da Gary Goldman, che ha trovato il suo lavoro sonoro come la sua seconda parte preferita del processo di produzione, ricordando che alcuni dei suoi "sforzi più belli" hanno dovuto lasciare il posto alle registrazioni della musica di Jerry Goldsmith: «Ricordo di aver sentito l'orchestrazione di David Horten di suoni ambientali ed effetti sonori specifici per la sequenza di 8 minuti del trattore senza il segnale musicale di Jerry Goldsmith. È stato fantastico. Ma lo è stato anche il segnale musicale di 8 minuti di Jerry Goldsmith, che rimane estremamente potente. Siamo stati in grado di combinare molti dei suoni di David Horten, trattandoli come parte dell'orchestra. È venuto benissimo, ma non ho potuto fare a meno di provare empatia per David Horten».
L'album è stato pubblicato il 2 luglio 1982 su disco fonografico e ristampato il 3 marzo 1995 su compact disc con un elenco dei brani riarrangiato. Intrada Records ha pubblicato un album in edizione limitata rimasterizzato su CD il 17 agosto 2015, con un brano inedito (At Your Service, in esecuzione di 3:39) e tre demo di Flying Dreams (come eseguita da Sally Stevens e Paul Williams e come duetto di pianoforte) per un totale di 10:09. Prima della ristampa del 1995, Varèse Sarabande ha pubblicato nel 1986 la colonna sonora su CD, con artwork uguale alla copertina del long playing, ma con sfondo nero e diversa disposizione dei brani.

## Distribuzione
Tim Hildebrandt impiegò due settimane per realizzare la locandina di Brisby e il segreto di NIMH. Il distributore del film, la Metro-Goldwyn-Mayer ed United Artists Entertainment Corporation, fece una promozione ridotta per la pellicola, portando di conseguenza la Aurora Productions a finanziare autonomamente la campagna pubblicitaria. Il film fu proiettato da MGM-UA in 100 sale cinematografiche durante un weekend di apertura, poi estese a 700, ma comunque inferiori alle 1 000 concepite inizialmente da Aurora Productions. Nonostante fosse in competizione con il blockbuster E.T. l'extra-terrestre diretto da Steven Spielberg, futuro partner di Don Bluth, la pellicola fu maggiormente visionata in quelle sale di cinema che contemporaneamente prevedevano la proiezione di film quali Poltergeist - Demoniache presenze, Rocky III, Firefox - Volpe di fuoco e Star Trek II - L'ira di Khan. Tuttavia, come risultato della sua uscita e della concorrenza con altri film estivi, Brisby e il segreto di NIMH riscosse un discreto successo, incassando quasi $ 14,7 milioni in Nord America, ma ricevendo maggior successo nelle edizioni home video, via cavo e straniere, dando quindi profitto.

### Edizioni home video
Nel 1983 Brisby e il segreto di NIMH ha debuttato su Super 8 millimetri e in diversi formati home video, inclusi VHS, Betamax, CED, Video8 e LaserDisc, che sono stati distribuiti da MGM-UA Home Video in Nord America e da Warner Home Video in Europa, Australia e Giappone. Anche una versione in Video 2000 è uscita esclusivamente in Europa. Negli Stati Uniti l'edizione in VHS ha venduto circa 25 000 copie durante i primi mesi.
Il 6 settembre 1990 il film è stato ripubblicato sia su VHS che su LaserDisc, iniziativa che ha aiutato Brisby e il segreto di NIMH ad ottenere un seguito di culto otto anni dopo il suo debutto al cinema. A ciò è seguita un'altra versione in VHS del 1994 della MGM-UA insieme ad una versione in Philips CD-i Video CD dello stesso anno distribuita da Warner Home Video.
Il film è stato distribuito per la prima volta in DVD-Video il 17 novembre 1998 e ristampato numerose volte negli anni successivi, sia come versione indipendente che in allegato con altri film d'animazione della Metro-Goldwyn-Mayer o della 20th Century Fox. Don Bluth e Gary Goldman hanno poi supervisionato un restauro ad alta definizione del film, che è uscito il 19 giugno 2007 in un set di due dischi DVD. I miglioramenti nel trasferimento rispetto al DVD del 1998 includono la correzione del colore, la rimozione di sporco e polvere, e contenuti speciali, come commenti audio di entrambi e un'intervista. Una versione in Blu-ray è uscita il 29 marzo 2011 ed ha mantenuto i contenuti speciali del set di due dischi DVD.

## Accoglienza

### Incassi
A fronte di un budget di $ 7 milioni, il film ebbe un successo modesto, incassando 14665733 $ in Nord America, anche se ha avuto maggior successo nelle edizioni home video, dando profitto.

### Critica

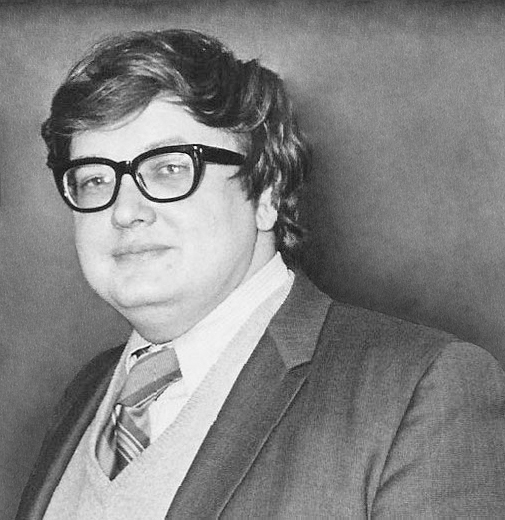
Il critico cinematografico Roger Ebert assieme al collega Gene Siskel recensì positivamente il film nel corso di una puntata del programma televisivo Sneak Previews e nel quotidiano Chicago Sun-Times

Brisby e il segreto di NIMH ha ricevuto il plauso della critica al momento dell'uscita. Su Rotten Tomatoes ha un punteggio di approvazione del 93%, sulla base di 67 recensioni, con una valutazione media di 7.5/10. Il consenso afferma: «Brisby e il segreto di NIMH cerca di far risorgere lo stile classico dell'animazione americana e ci riesce, raccontando una storia matura con una presentazione estatica». Su Metacritic il film ha un punteggio medio ponderato di 76 su 100, basato su 15 recensioni, che indica "recensioni generalmente favorevoli".
I critici Gene Siskel e Roger Ebert hanno dato al film due "sì" positivi in un episodio del 15 luglio 1982 del loro programma televisivo Sneak Previews, con Roger Ebert che ha affermato che «a Walt Disney sarebbe piaciuto Brisby e il segreto di NIMH». Nella sua recensione stampa per il Chicago Sun-Times, Roger Ebert ha assegnato al film tre stelle su quattro, definendolo «un successo artistico», elogiando la qualità della sua animazione che «contiene quella rarità assoluta tra lungometraggi animati, una premessa interessante». Nonostante la sua lode, Roger Ebert ha scoperto che il NIMH potrebbe non risuonare così bene a livello emotivo con gli spettatori più giovani, dal momento che «ha così tanti personaggi e li coinvolge in così tanti problemi diversi che non c'è nessuno con cui i bambini nel pubblico si identifichino fortemente». Gene Siskel, scrivendo per il Chicago Tribune, ha trovato il film "affascinante", ma ha affermato che la narrazione era «cosparsa di troppi personaggi insignificanti» e che Dom DeLuise «ha inserito troppo di se stesso» nel personaggio di Geremia. Nonostante ciò, Gene Siskel ha ritenuto che il film, in particolare la sua seconda metà, fosse un "vero piacere", sostenendo che anche gli adulti sarebbero stati coinvolti nella storia entro la fine, assegnandogli quindi tre stelle su quattro.
Vincent Canby del The New York Times ha notato che l'animazione del film era un «qualcosa di un trionfo tecnico e stilistico» rispetto a quella dell'età d'oro della Disney, ma ha espresso sgomento per la narrazione, trovandola troppo complicata e priva di un «personaggio centrale facilmente identificabile». Nella sua recensione per la riedizione in VHS del 1990, Jeff Unger di Entertainment Weekly ha dato a Brisby e il segreto di NIMH un voto di "A", definendolo «un meraviglioso adattamento» del libro originale, aggiungendo che «Don Bluth e i suoi animatori, Dio li benedica, hanno scelto di far rivivere una forma d'arte in via di estinzione: l'animazione classicamente dettagliata. Hanno disegnato i loro personaggi in modo squisito e hanno dato loro personalità individuali. L'intero ensemble – artisti, attori, animali e musicisti – ha creato qualcosa di unico: la prima divertente corsa di topi al mondo». Allo stesso modo, Richard Corliss della rivista Time ha definito il film un «qualcosa di meraviglioso da guardare».

## Riconoscimenti
Nel 1982 Brisby e il segreto di NIMH ha vinto il Miglior film di animazione nella decima edizione dei Saturn Award, dove ha anche ricevuto una nomination come Miglior film fantasy, perdendo contro Dark Crystal. Nel suo discorso di accettazione, Don Bluth ha osservato: «Grazie. Pensavamo che nessuno se ne fosse accorto». Il film è stato anche nominato come Miglior film per famiglie: animazione, musical o fantasy al 4º Young Artist Award, essendo stato battuto da E.T. l'extra-terrestre, mentre l'uscita home video ha ricevuto un Award of Excellence dal Film Advisory Board. Nel 2008 l'American Film Institute ha nominato questo film per la sua lista dei 10 migliori film d'animazione.
1983 – Saturn Award
- Miglior film di animazione[2]
- Candidatura come Miglior film fantasy[2]

1983 – Young Artist Award
- Candidatura come Miglior film per famiglie: animazione, musical o fantasy[49]

## Sequel
Un sequel direct-to-video intitolato Il segreto di NIMH 2 - Timmy alla riscossa, diretto da Dick Sebast e prodotto da Metro-Goldwyn-Mayer Animation, è uscito il 22 dicembre 1998. Ambientato diversi anni dopo gli eventi del primo film, la trama è incentrata sul figlio terzogenito della signora Brisby, Timothy, mentre lotta per essere all'altezza della prestigiosa reputazione di suo padre. A parte Dom DeLuise ed Arthur Malet che riprendono i ruoli di Geremia e Signor Agenore, non è presente nessun attore del cast vocale originale . Realizzato senza il contributo o il coinvolgimento di Don Bluth il film ed è stato stroncato da critici e fan.

## Remake in live-action e serie TV
Nel 2009 la Paramount Pictures stava lavorando con Neil Burger ad un remake di Brisby e il segreto di NIMH, ma alla fine nulla è stato realizzato. Nel marzo 2015 la Metro-Goldwyn-Mayer ha riacquistato i diritti per produrre un nuovo film basato sul romanzo originale La signora Frisby e il segreto di NIMH. Il film sarà prodotto dal team di Daniel Bobker ed Ehren Kruger, con sceneggiatura di Michael Berg, scrittore del franchise L'era glaciale, e debutto alla regia di James Madigan. È progettato come un ibrido CGI/live-action, nello stile di film come I Puffi ed Alvin Superstar, e sarà «una storia sulle origini in cui un topo in pericolo protagonista fa amicizia con un comico equipaggio di topi da laboratorio mentre diventano iperintelligenti. Fuggono da un laboratorio segreto e diventano le grandi menti della civiltà dei parassiti, costretti a superare in astuzia gli umani a loro agio nel loro code». Lo studio ha in programma di trasformare il romanzo in un franchise per famiglie. Anthony e Joe Russo sono stati annunciati come produttori esecutivi del remake a partire da aprile 2019. Una serie televisiva basata sul libro era in fase di sviluppo presso la Fox come serie di eventi nel settembre 2021.